# Сновидение шамана
Сновидение шамана, или Сон шамана (якут. Ойуун түүлэ) — поэма основоположника якутской литературы Алексея Елисеевича Кулаковского. Впервые опубликована в 1924 году в составе прижизненного издания поэта; существуют, однако, различные версии поэмы, из которых особенно важным считается список Новгородова (1913).
Основываясь на якутском фольклоре как системе образного мышления, поэт представил собственные размышления о судьбе своего народа в масштабах мировой цивилизации.

## История создания
Основной текст поэмы был создан летом 1910 года, после чего поэма дополнялась в течение многих лет. Так, в датируемом 1913 годом списке Новгородова насчитывается около пятисот строк, тогда как в издании 1924 года её объём превышает уже 1200 строк.

## Сюжет
Шаман рассказывает своё видение в момент времени, соответствующий началу XX века. В начале поэмы лирический герой описывает, как, обернувшись гигантским орлом, он получает возможность видеть весь круг земной. В начальных четырёх периодах видения шаман размышляет об экологических и социальных проблемах, переключая внимание на всё более глобальные, политические вопросы. В пятом, шестом и седьмом периодах шаман повествует об угрозах революции и войн, засухи и голода, грозящих уничтожить жизнь в привычном её понимании. Далее, в восьмом и девятом периодах, обозначаются проблемы сосуществования с другим народом. Вопрос выживания остаётся открытым.

## Перевод
Подстрочный перевод на русский язык был выполнен И. И. Говоровым в 1943 году. На основе этого текста А. С. Пестюхин в 1944 году создаёт первый стихотворный перевод на русский язык, каковой не был опубликован по политическим соображениям. В 1970-х годах на базе стихотворного перевода Е. С. Сидорова возникает перевод С. А. Поделкова — наиболее тиражированный из ныне существующих. Наиболее свободным от идеологических воздействий считается перевод Аиты Ефимовны Шапошниковой (1999).